# Sergo Mikojan
Sergo Mikojan (armenisch Սերգո Միկոյան; russisch Серго Анастасович Микоян Sergo Anastasowitsch Mikojan; geboren am 5. Juni 1929 in Moskau, RSFSR, UdSSR; gestorben am 6. März 2010 ebenda) war ein sowjetischer Historiker armenischer Abstammung, der sich auf die Geschichte Lateinamerikas spezialisiert hatte.

## Leben
Mikojan wurde als Sohn des Politikers Anastas Mikojan und dessen Frau Aschken geboren. Er trat 1953 der KPdSU bei. Ein Jahr zuvor hatte Mikojan sein Studium am Moskauer Staatlichen Institut für internationale Beziehungen abgeschlossen. Während der Kuba-Krise begleitete er seinen Vater bei den Verhandlungen mit Fidel Castro. In den Jahren von 1970 bis 1990 fungierte Mikojan als Chefredakteur der Zeitschrift Латинская Америка (Latinskaja Amerika, „Lateinamerika“).
Mikojan unterstützte die armenische Seite im Konflikt um Bergkarabach und publizierte 1988 die Memoiren seines Vaters. 
Er verstarb im Frühjahr 2010 an einer Leukämie und wurde auf dem Moskauer Nowodewitschi-Friedhof beerdigt.

## Familie
Sergo war der Bruder des sowjetischen Piloten Stepan Mikojan und der Neffe des Flugzeugkonstrukteurs Artjom Mikojan.

## Werke (Auswahl)
- Stalinism as I saw it. Occasional Paper. Kennan Institute for Advanced Russian Studies, Washington 1991 (englisch; Digitalisat [PDF, 6,7 MB]).
- The Soviet Cuban Missile Crisis. Castro, Mikoyan, Kennedy, Khrushchev, and the Missiles of November. Stanford University Press, Stanford 2012, ISBN 978-0804762014 (englisch).